# Старо-Волжский
Старо-Волжский — посёлок в Икрянинском районе Астраханской области России, входит в состав Житнинского сельсовета. 

## Население
| 2002 | 2010 |
| ---- | ---- |
| 517  | ↗968 |

Национальный и гендерный состав
По данным Всероссийской переписи, в 2010 году численность населения посёлка составляла 976 человек (476 мужчин и 492 женщины). Согласно результатам переписи 2002 года, в национальной структуре населения  русские	составляли 82 % .

## Инфраструктура
В посёлке расположен Старо-Волжский психоневрологический интернат.